# Rio Babonã
Rio Babonã är en flod i Brasilien,   belägen i delstaten Amazonas, i den västra delen av landet, 2 300 km nordväst om huvudstaden Brasília.
I omgivningen kringRio Babonã växer huvudsakligen städsegrön lövskog och området är nästan obefolkat, med mindre än två invånare per kvadratkilometer.